# Phytoseius mancus
Phytoseius mancus är en spindeldjursart som beskrevs av Afzal, Akbar och Qayyum 2000. Phytoseius mancus ingår i släktet Phytoseius och familjen Phytoseiidae. Inga underarter finns listade i Catalogue of Life.